# Wûnseradiel
Wûnseradiel (in olandese Wonseradeel) è un ex-comune dei Paesi Bassi situato nella provincia della Frisia. Il 1º gennaio 2011 è entrato a far parte del nuovo comune di Súdwest-Fryslân.